# Флора УРСР (книга)
«Фло́ра УРСР» — монументальне зведення систематичних, географічних, практичних відомостей і знань про всіх представників флори на терені України, опрацьоване й видане Інститутом ботаніки АН УРСР у 12 томах у 1938–1965 роках.

## Історія створення
Ініціатором цього видання й автором першого тому був Олександр Фомін (у цьому томі вміщена серед інших напрямна для наступних ботаніко-географічних дослідів праця Євгена Лавренка: «Характеристика ботаніко-географічних районів УРСР»).
Однак, на жаль, у видрукованому вигляді Олександру Васильовичу не довелось побачити її перші томи, оскільки він помер у 1935 році.
Головну редакцію очолював спершу Євген Бордзиловський, згодом редакційна колегія у складі: Дмитро Зеров, Михайло Котов, Михайло Клоков, Олена Вісюліна, Андрій Барбарич.
Перший та другий томи «Флори УРСР» опубліковані у 1936 та 1940 роках відповідно. Решту десять томів дванадцятитомного видання «Флори» опубліковано в період 1950—1965 років за загальним редагуванням учнів та послідовників О. В. Фоміна, зокрема М. І. Котова та А. І. Барбарича (т. 3 — 1950, т. 8 −1957), М. І. Котова (т. 4 — 1952, т. 9 — 1960, т. 10 — 1961), М. В. Клокова та О. Д. Вісюліної (т. 5 — 1953, т. 7 — 1955), Д. К. Зерова (т. 6 — 1954), та Вісюліної (т. 11 — 1962, т. 12 — 1965).
«Флора УРСР» відповідає найвищим вимогам світової систематики; використовуючи величезні збірки гербаріїв України, подає систематичний інвентар і точний опис усіх диких, натуралізованих і адвентивних рослин з зазначенням їх географічного поширення, корисних технічних властивостей, харчових якостей тощо.
«Флора УРСР» багато ілюстрована рисунками як габітуальними, так і аналітичними.
25 грудня 1969 року багатотомну працю «Флора УРСР» відзначено Державною премією УРСР у галузі науки й техніки. Лауреатами стали п'ять учених:
- Зеров Дмитро Костянтинович, академік АН УРСР, завідувач відділу Інституту ботаніки Академії наук УРСР,
- Котов Михайло Іванович, доктор біологічних наук, професор, завідувач відділу Інституту ботаніки Академії наук УРСР,
- Клоков Михайло Васильович, доктор біологічних наук, професор, старший науковий співробітник Інституту ботаніки Академії наук УРСР,
- Вісюліна Олена Дмитрівна, доктор біологічних наук, старший науковий співробітник Інституту ботаніки Академії наук УРСР,
- Доброчаєва Дар'я Микитівна, кандидат біологічних наук, завідувач відділу ботанічного музею Інституту ботаніки Академії наук УРСР.